# 挑戦者
挑戦者（ちょうせんしゃ）は、株式会社アイ・オー・データ機器が展開しているPC周辺機器ブランド。

## 概要
かつてのトレードマークは「戦車」で、挑戦者と超戦車、さらにイギリスの戦車チャレンジャー（挑戦者の意）と掛けたものといわれておりロゴには「SuperTank」の表記もあった。製品名にも「MovieTank」の様に末尾に「Tank」というキーワードが入っているものが多かった。同社の直販サイト専売ブランドとして復活後は「RockTube」の様に製品名の頭に「Rock」が入るようになり、挑戦者のロゴも改められている。
当初はパソコン周辺機器メーカーとして長年のライバルであるメルコグループの玄人志向に対抗する形で2002年に発足した。さまざまなジャンルを満遍なく扱う玄人志向に対して、主にHDDケース等のストレージ関連とビデオキャプチャ等の映像関連を中心に据え、特にストレージ関連は玄人志向より充実していた。また台数限定で液晶テレビを販売していたこともある。また、アイ・オー・データ機器が長年携わってきた関係からNEC PC-9821用にオリジナルのBIOSを搭載し、この機種の設計上の搭載限界である32GiB超えたHDDを利用可能にしたインターフェースカードを発売した事もある。各製品のパッケージには「カンターン」から「人柱Only」まで難易度がランク付けされていたが基準が曖昧であり、大きな制限事項が存在するものにカンターン。注意深く扱えば難易度が高くないものに「ムズカシーイ」が標榜されているなどしており、一部製品では接続する機器を選ぶ商品も存在し、BBSでクレームが多く寄せられたものもある。
2007年には、ブランドとしての新製品が出ることはほぼ無くなり、2008年頃から掲示板にspam広告が書き込まれ始め荒れるようになる。2008年5月16日に、本来の用途での書き込み量に対し、spam投稿が大量に書き込まれる事を理由に掲示板の新規投稿が禁止された。その後、アイ・オー・データ機器のウェブページトップからも挑戦者の名前が消え、掲示板も停止されたままで、直販でも取り扱いが無い状態が続き、ブランドとしては休眠状態にあった。
2010年9月末、アイオープラザにてYouTubeプレーヤーを商品化する形で、挑戦者ブランドが復活、ブランドとして第二期を迎えている。同時に公式サイトもリニューアルしており、修正アップデータを含む旧製品の製品情報ページは現在のブランドのトップページにリダイレクトされるようになったため、閲覧できなくなっている。新たに掲示板も再構成され、現在は新ブランドで展開している製品のみを対象に情報を掲載している。復活後はアイオープラザ直販の専売ブランドとなっておりその製品は流通を通して店頭に並ぶことは無くなった。製品ラインナップもYouTubeに特化したSTBや、裸眼3D液晶ディスプレイ等完成品がメインとなっており、パーツよりは単体で構成される製品が多く、また海外メーカーのロケーションフリー機器「VULKANO FLOW」を国内で最初に取り扱うなど、必ずしも自社製品に由来するものが対象になっているわけではない。製品の性質そのものも高度な組み立てや設定が不要なものが多く、ある程度の実験的な意味合いを持ちつつも難易度が低い製品が多く扱われている。

## 玄人志向との関係

### 第一期
第一期においてはサポートは不要というPC上級者向けに、ユーザーサポートや日本語マニュアル、商品カタログなどをなくすことで低価格化したり、一般向けとしては販売できないような特殊な知識を求められる製品などを企画、販売する点は、玄人志向と同様であった。
玄人志向のような過激な標語はないものの、
- ポスターや雑誌広告などの宣伝手段をほとんどとらない点。
- 親ブランドの製品をキット化したようなラインナップが存在する点。
- 詳細なマニュアルが添付されていない点。
- ハードウェアに関する高度な知識が必要とされる点。
- 公式WEBサイトに置かれている掲示板を通じたユーザー間の情報交換が行われている点。

等共通項は多く、玄人志向のライバルとも言えるが、先行して自作パーツショップを中心にほぼ全国展開した玄人志向に比べ、販売店が大幅に少なく苦戦していた。
また、主な製品が輸入された商品を利用可能な最低限の状態で販売することが多い玄人志向に対し、ChangeTank等、相性を激しく持ちハードウェア仕様も公開されず、正常動作しない場合は手の打ちようがないような地雷とも呼べる製品が存在したり、PCへ一度接続してシステムをインストールする作業の必要があるキット等、商品パッケージの見た目の印象よりもかなりユーザを選ぶ製品が多い傾向にあった。
玄人志向がパーツとして仕入れ簡易梱包で販売しているのに対し、パッケージの印刷や梱包は一部を除き、アイ・オー・データ機器本体の製品と同じグレードで販売されており、多くは公式ページの背景に使われる黒地にラインの入ったパッケージになっていた。
また、玄人志向とは発足直後よりたびたびイベントなどを通じて「対決」する仲であった。2002年7月には、玄人志向から「それぞれの自慢の商品100個をどちらが先に売り切るか」という対決イベントを受けて勝利している。

### 第二期
直販サイト専門ブランドとして復活した第二期では、取り扱う製品も含めて玄人志向対抗の色合いは薄まり、独自路線を展開しているが、ノーサポートや標準で保証なしのスタンスは変わっていない。ただし、有償による延長保証を行っている他、製品そのものの難易度の低下など、ブランドとして敷居を低くする方向に変化している。
店舗扱いの輸入商品を扱う「挑戦者セレクト」、RockRizm発表と同時に一年の保証、サポートありの「挑戦者プレミアム」とカテゴリが新設された。

## 代表的な製品
- LAN Tank 通称「白箱」（2005年6月発売）
- GLAN Tank 通称「グラタン」（2006年1月発売）
- Movie Tank 通称「むびたん」（2004年7月発売）
- Movie Tank2 通称「むびたんツー」（2005年9月発売）
- FTV-201（2005年3月発売）

## 復活後の製品
- 「RockTube」CL2-001LP（2010年9月発売）

YouTubeを対象としたSTB。ファームウェアの更新により、スマートフォン、PCとの連携も強化されている。
- 「VULKANO FLOW」（2011年5月発売）
- 「RockVision 3D」CL2-002L3（2011年8月発売）

裸眼3Dサブディスプレイ。接続はUSBで、DisplayLinkのチップで表示を行う。
- 「RockDisk」CL2-004LD（2011年11月発売）

親ブランドであるI-O DATAのHDL-Cシリーズに近い構成を持つNASキット。
- 「RockRizm」CPSPK/BT-CL2（2012年01月25日発表）

挑戦者プレミアムでの発売のため、保証期間が存在する。
Bluetooth対応モバイルスピーカー。
- 「RockDiskNext」CL2-005LD（2012年11月発売）

RockDiskの上位機種。
- 「iPUX」（2012年11月発売）

スマホ対応のネットワークカメラ。ICS2330（高機能モデル）、ICS303A（スタンダードモデル）の2機種がある。
- 「JUNGLE beats」（2012年11月発売）

オーディオ機器をBluetooth対応にするアダプター。
- 「NUBES」（2013年1月発売）

スマホ用Wi-Fiカードリーダー。
- 「RockDisk for Audio」（2015年12月発売）

## アイ・オー・データ機器との関係
玄人志向とは異なり、当初からアイ・オー・データ機器の上級者向けブランドとして発足しており、アイ・オー・データ機器製品のパーツを流用した製品が多い。
また、開発・販売元は玄人志向とは異なりアイ・オー・データ機器本体が行っている。製品は同社ショールームである「I・Oプラザ」（2006年6月23日で閉店）で展示されていた。
2011年現在、直販サイト「アイオープラザ」専売ブランドとなっている。